# Kristian Nicht
Kristian Nicht (* 3. April 1982 in Jena) ist ein ehemaliger deutscher Fußballtorhüter.

## Karriere

### Europa
Bei seinem Jugendverein FC Carl Zeiss Jena spielte Nicht bis 2002. Von dort wechselte er dann zu den Stuttgarter Kickers und 2003 zum 1. FC Nürnberg. Von 2004 bis 2007 gehörte Nicht Alemannia Aachen an, wo er zwischenzeitlich Stephan Straub als Stammtorwart ablösen konnte, nachdem dieser infolge einer kurz vor Ende der Saison 2004/05 erlittenen Sprunggelenksverletzung längere Zeit ausgefallen war.
Im Aufstiegsjahr 2006 war er die Nummer 1 der Alemannia und ging auch als erster Torhüter in die Erstliga-Saison 2006/07. Nachdem Nicht aber einige unglückliche, gravierende Fehler unterlaufen waren, wurde er wieder durch seinen Vorgänger Stephan Straub verdrängt. Erst nach einer Verletzung Straubs übernahm er wieder den Platz zwischen den Pfosten. Als auch Nicht im Saisonendspurt erkrankte, wurde in den letzten beiden Saisonspielen die ursprüngliche Nummer 3 Marcus Hesse eingesetzt, der aber den Klassenerhalt nicht mehr retten konnte.
In der Zweitliga-Saison 2007/08 war er aufgrund der Verletzung von Stephan Straub die nominelle Nummer eins, wusste aber nicht zu überzeugen und fiel erneut durch einige gravierende Fehler auf. Nach der Genesung von Stephan Straub wurde Nicht zur Nummer drei degradiert und war somit bei Liga- und Pokalspielen nicht einmal mehr im 18-er Kader.
Seine letzte Partie für Alemannia Aachen bestritt Kristian Nicht am 14. Dezember 2007 gegen Koblenz. In der 42. Minute wurde er für Matthias Lehmann eingewechselt, da Keeper Thorsten Stuckmann die rote Karte nach einem Foulspiel im Strafraum sah. Den anschließenden Elfmeter konnte Nicht parieren. Nach diesem Spiel kündigte er seinen Wechsel in der Winterpause zum norwegischen Club Viking Stavanger an.
Im Juli 2009 unterschrieb er einen bis zum 30. Juni 2012 datierten Vertrag beim Karlsruher SC, welcher jedoch im Juni 2011 vorzeitig aufgelöst wurde. Danach war er vereinslos.

### Nordamerika
Am 7. März 2012 unterschrieb Nicht einen Vertrag beim US-amerikanischen Verein Rochester Rhinos, mit dem er in der Saison 2012 in der dritthöchsten Spielklasse, der USL Professional Division, spielte. Dort ersetzte er den zum englischen Viertligisten Northampton Town abgewanderten Stammtorhüter Neal Kitson.
Anfang September 2012 wurde er als „Goalkeeper of the Year“ in der USL Professional Division ausgezeichnet.
Am 1. Oktober 2013 wechselte Kristian Nicht zu den Indy Eleven in die North American Soccer League. Er wurde als erster Spieler des neugegründeten Franchises verpflichtet.
Nach einer Saison wurde Nicht im Februar 2015 an Montreal Impact als Ersatztorhüter für die CONCACAF-Champions-League-Saison 2014/15 verliehen. Hintergrund war, dass Eric Kronberg für die Champions League nicht einsatzberechtigt war, da er schon mit Sporting Kansas City am Wettbewerb teilgenommen hatte. Im April 2015 gab Impact bekannt, Nicht dauerhaft zu verpflichten. Am 29. April 2015 spielte er nach Suspendierung von Evan Bush im Finalrückspiel der Champions League vor rund 61.000 Zuschauern gegen den Club América; Montreal verlor das Spiel mit 2:4. Trotz der Aussage von Montreal Impact, Nicht dauerhaft verpflichten zu wollen, verkündete der Verein am 4. Mai 2015, keine Woche nach seinem Wechsel, dass Nicht Montreal wieder verlassen hat, um nicht als dritter oder vierter Torhüter des Vereins zu agieren.
Am 12. Mai 2015 unterzeichnete Nicht einen neuen Vertrag bei Indy Eleven und kehre somit nach kurzer Zeit wieder an seine alte Wirkungsstätte zurück. Dort war er als Stammtorhüter gesetzt. Sein Vertrag lief Ende November aus und wurde nicht verlängert.
Im Februar 2016 schloss sich Kristian Nicht Minnesota United an, wo er mit Sammy Ndjock um den Stammplatz im Tor in Konkurrenz stand. Zum Ende des Jahres beendete er seine Karriere.